# Sonbird
Sonbird – polski zespół muzyczny pochodzący z Żywca, tworzący muzykę w stylu indie rock.

## Historia
Wystąpili na Festiwalu Supportów 2017, gdzie wygrali kontrakt wart 40 tys. złotych, co pozwoliło im na pracę nad wydaniem debiutanckiej płyty. Byli dwukrotnie gośćmi specjalnymi na trasie koncertowej Ciało Obce Tour zespołu happysad.
W czerwcu 2019 z piosenką „Niepoważny” brali udział w koncercie „Debiutów” w ramach 56. KFPP w Opolu.

## Muzycy

### Członkowie
- Dawid Mędrzak – śpiew, gitara (od 2015)
- Tomasz Kurowski – gitara basowa (od 2015)
- Maciej Hubczak – perkusja, chórki (od 2015)

### Byli członkowie
- Kamil Worek – gitara (2015–2024)[potrzebny przypis]

## Dyskografia

### Albumy
- 2019: Głodny

### Minialbumy (EP)
- 2016: Wspomnienia z Poprzedniego Życia[1]

- 2025: EP25[4]

### Single
Jako główny artysta
| Rok  | Tytuł            | Album  |
| ---- | ---------------- | ------ |
| 2016 | „Ląd"            | Głodny |
| 2018 | „Głodny"         | Głodny |
| 2018 | „Hel"            | Głodny |
| 2018 | „Wodospady"      | Głodny |
| 2019 | „Niepoważny"     | Głodny |
| 2019 | „Wada"           | Głodny |
| 2019 | „Więcej"         | —      |
| 2024 | „W innym czasie" | —      |
| 2024 | „Mimo to"        | —      |

Jako artysta gościnny
| Rok  | Tytuł                                         | Album      |
| ---- | --------------------------------------------- | ---------- |
| 2021 | „Mantry" (Natalia Zastępa, gościnnie Sonbird) | Nie żałuję |

### Teledyski
| Data premiery | Tytuł            | Reżyseria             |
| ------------- | ---------------- | --------------------- |
| sierpień 2016 | „Ląd"            | —                     |
| luty 2018     | „Głodny"         | Agata Trafalska       |
| lipiec 2018   | „Hel"            | —                     |
| grudzień 2018 | „Wodospady"      | —                     |
| luty 2019     | „Niepoważny"     | Przemysław Filipowicz |
| listopad 2019 | „Wada"           | Przemysław Filipowicz |
| styczeń 2021  | „Mantry"         | Piotr Smoleński       |
| kwiecień 2024 | „W innym czasie" | Kornel Barwiński      |
| wrzesień 2024 | „Mimo to"        | Michał Tomasiczek     |